# Lodine
Lodine település Olaszországban, Szardínia régióban, Nuoro megyében. Lakosainak száma 305 fő (2023. január 1.). Lodine Fonni és Gavoi községekkel határos.

## Népesség
A település lakossága az elmúlt években az alábbi módon változott:
| Lakosok száma | 340  | 331  | 305  |
|               | 2017 | 2018 | 2023 |